# Еспандер
Еспандер (від англ. expand - розширювати) — спортивний прилад, що використовується також і для фізичної реабілітації, як складової частини медичної реабілітації.

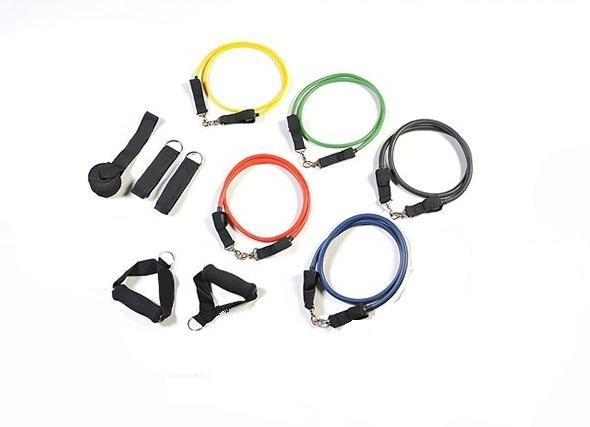

Являє собою пружину або еластичну гумову, чи силіконову стрічку, чи джут, для розтягування (або стискання) якого треба докласти певне фізичне зусилля. На відміну від тренажера є більш компактним.

## Тренування м'язів
Еспандер дозволяє тренувати м'язи рук, ніг, м'язи кисті й стопи, в меншій мірі — м'язи спини. Найрозповсюдженіші еспандери для рук (на пружинах, еластичних стрічках, трубках та джутах), кисті (у вигляді гумового кільця або пружини), та універсальні еспандери (на малюнку). Існують більш спеціалізовані еспандери для плавців, боксерів, лижників, еспандери для гітаристів (для розробки сили окремих пальців).

## Застосування у фізичній реабілітації
В фізичній реабілітації еспандер застосовується для лікування наслідків травм кінцівок, больових синдромів при остеохондрозі, в лікуванні й профілактиці сколіозу тощо
1. ↑  Архівована копія. Архів оригіналу за 30 грудня 2014. Процитовано 30 грудня 2014.{{cite web}}:  Обслуговування CS1: Сторінки з текстом «archived copy» як значення параметру title (посилання)
2. ↑  Архівована копія. Архів оригіналу за 30 грудня 2014. Процитовано 30 грудня 2014.{{cite web}}:  Обслуговування CS1: Сторінки з текстом «archived copy» як значення параметру title (посилання)
3. ↑  Архівована копія. Архів оригіналу за 30 грудня 2014. Процитовано 30 грудня 2014.{{cite web}}:  Обслуговування CS1: Сторінки з текстом «archived copy» як значення параметру title (посилання)
4. ↑  Архівована копія. Архів оригіналу за 30 грудня 2014. Процитовано 30 грудня 2014.{{cite web}}:  Обслуговування CS1: Сторінки з текстом «archived copy» як значення параметру title (посилання)

|  | Це незавершена стаття про здоров'я. Ви можете допомогти проєкту, виправивши або дописавши її. |